# ساكي فوجيتا
ساكي فوجيتا (باليابانية: 藤田咲) مواليد 19 أكتوبر 1984 في طوكيو، اليابان، هي مؤدية أصوات يابانية. هي مؤدية صوت المغنية الرقمية هاتسوني ميكو.

## الأعمال

### مسلسلات أنمي
- سبيد غرافر
- سايونارا زِتسبو سينسيه
- هجوم العمالقة
- سورد آرت أونلاين
- لعبة الملك ذي أنيميشن - آيا كوراموتو

### أوفا
- ستريت فايتر X تيكن
- ستريت فايتر IV

## روابط خارجية
- ساكي فوجيتا على موقع IMDb (الإنجليزية)
- ساكي فوجيتا على موقع ميوزك برينز (الإنجليزية)
- ساكي فوجيتا على موقع قاعدة بيانات الفيلم (الإنجليزية)
- ساكي فوجيتا على موقع ANN person (الإنجليزية)